# Marie-Louise Bion
Pour les articles homonymes, voir Bion.
Marie-Louise Bion, née le 18 mai 1858 à Schönholzerswilen et décédée le 28 mars 1939 à Zurich est une peintre suisse.

## Biographie

### Enfance et éducation
La famille de Marie-Louise Bion est originaire de Saint-Gall depuis le début du XVIIIe siècle.  Wilhelm Friedrich Bion (de), son grand-père, est pasteur et réformateur social.
En 1862, gravement malade, elle reste à Zurich avec deux tantes alors que sa famille émigre en Uruguay.
À la fin des années 1870, elle suit les cours de peinture de la Kunstgewerbeschule de Zurich auprès d'Albert Freytag. Vers 1880, elle fait la connaissance de Caroline von Muralt qui la soutiendra financièrement grâce à son compagnon. Les deux femmes vivent à Paris de 1885 à 1895 et Marie-Louise Bion étudie avec Luc-Olivier Merson, Jules Lefebvre and Benjamin-Constant.
Elle voyage en Italie, en Allemagne, en Belgique et aux Pays-Bas pour sa formation.
En juillet 1900, Marie-Louise Bion rentre en Suisse et habite Zurich avec Caroline von Muralt.

### Carrière artistique
En 1889, Marie-Louise Bion expose pour la première fois trois tableaux pour l' Association suisse d'art. Elle participe aux deux premières expositions d'art nationales en 1890 et 1892. 
À la fin des années 1890, ayant gagné une notoriété, elle expose presque chaque année au Kunsthaus de Zürich. Sa dernière exposition au Kunsthaus de Zurich a lieu en novembre 1914.
À sa mort son œuvre sombre dans l'oubli.

## Importance de son œuvre
Marie-Louise Bion se situe dans le courant du réalisme avec d'autres peintres suisses telles que Sophie Schaeppi et Louise Breslau , Ottilie Roederstein et Ida Baumann. Elle contribue au développement de la peinture moderne en Suisse.
Son tableau Promeneurs du Pont Neuf reflète des tendances françaises telles que l'impressionnisme et quelques influences de l'école de Barbizon.

## Exposition
- 2021 : Berufswunsch Malerin ! (choix de carrière : peintre !), Historisches und Völkerkundemuseum St. Gallen (de)[4]

## Galerie

Œuvres de Marie-Louise Bion
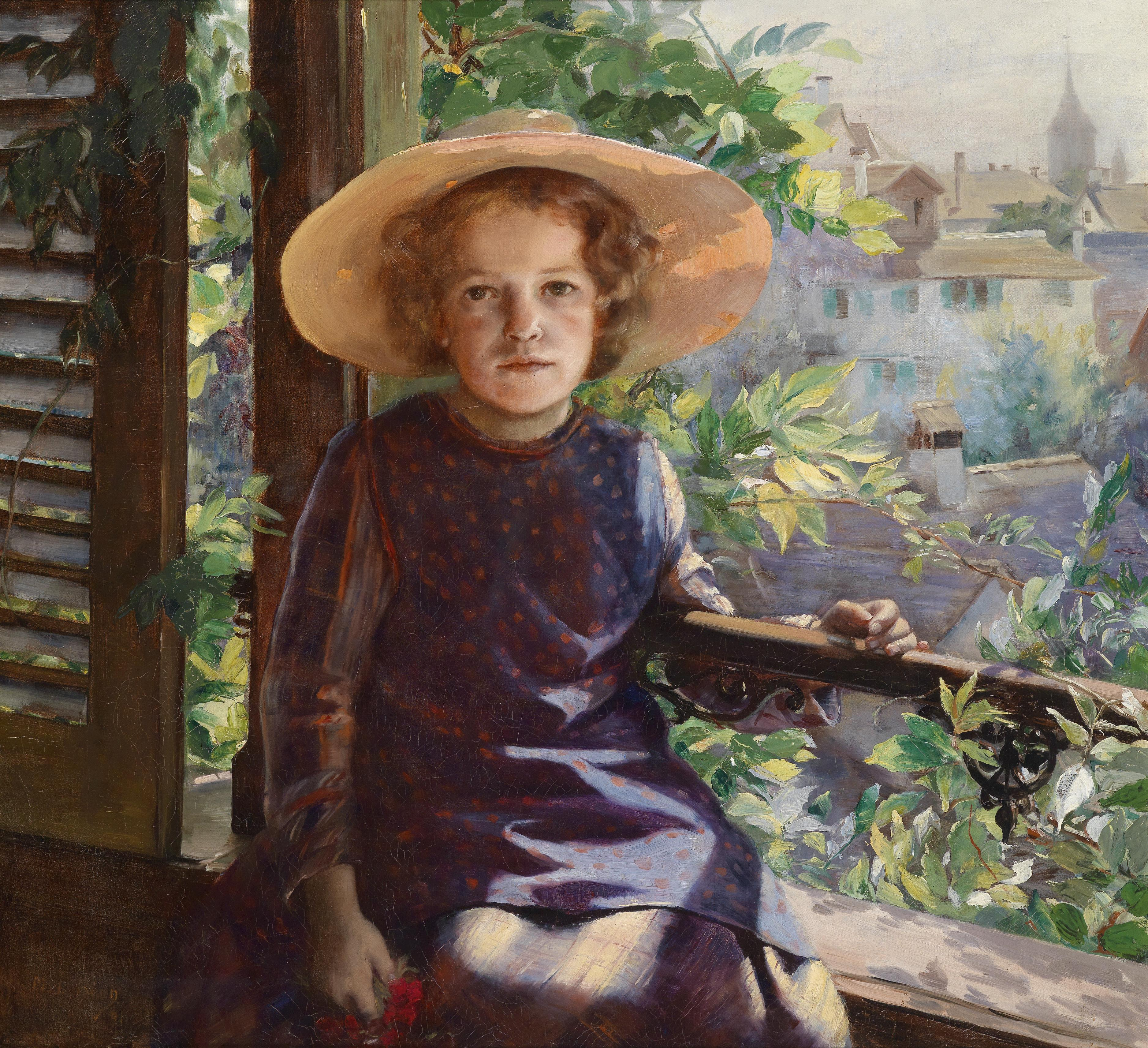
Jeune fille au balcon (1891)
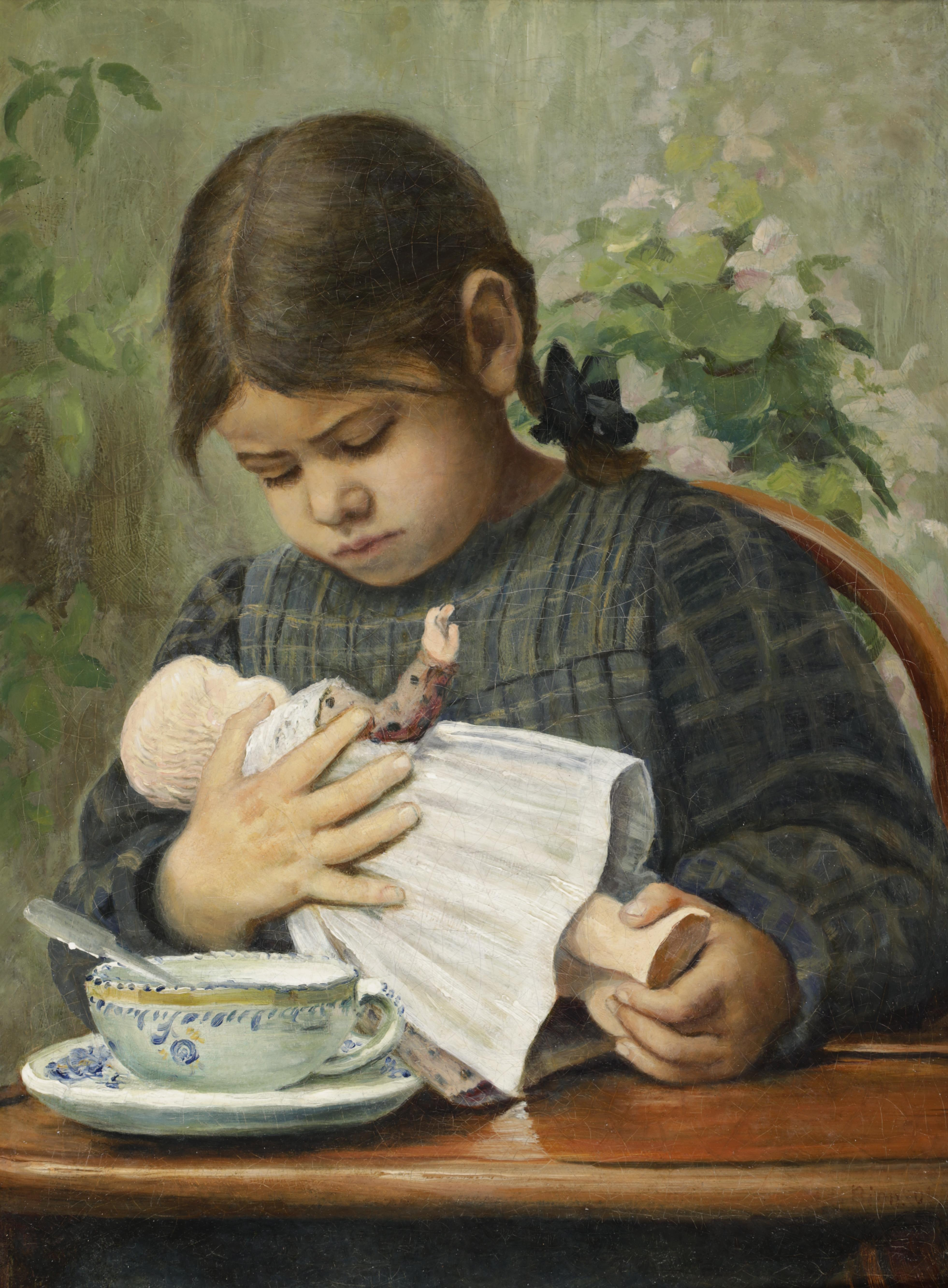
Jeune fille avec poupée (1904)
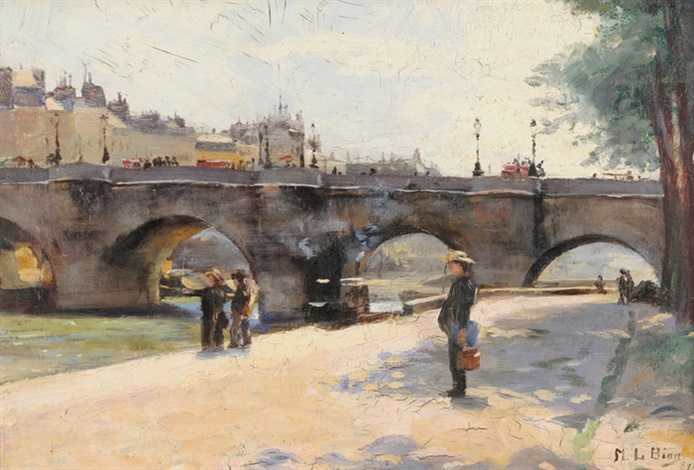
Promeneurs du Pont Neuf (1889)